# Ґардзін
Ґардзін (пол. Gardzin, нім. Gardin) — село в Польщі, у гміні Ресько Лобезького повіту Західнопоморського воєводства.
Населення — 111 осіб (2011).
У 1975-1998 роках село належало до Щецинського воєводства.

## Демографія
Демографічна структура станом на 31 березня 2011 року:
|          | Загалом | Допрацездатний вік | Працездатний вік | Постпрацездатний вік |
| -------- | ------- | ------------------ | ---------------- | -------------------- |
| Чоловіки | 53      | 10                 | 39               | 4                    |
| Жінки    | 58      | 13                 | 32               | 13                   |
| Разом    | 111     | 23                 | 71               | 17                   |